# Ломикаменецвіті
Ломикаменецвіті (Saxifragales) — порядок дводольних квіткових рослин. У цьому порядку існує велика різноманітність форм росту від однорічних до багаторічних трав'янистих рослин до кущів і дерев. Два види — кореневі паразити. Є також деякі водні рослини. Квіти, як правило, п'ятипелюсткові. Оцвітина чітко диференціюються в чашечці та віночку. Порядок налічує 15 родин, приблизно 112 родів, 2600 видів.
В Україні ростуть види з таких родин: ломикаменеві (≈ 16 видів), товстолистові (≈ 26 видів), аґрусові (5 видів), водоперицеві (3 види), півонієві (2 місцеві види).
У більш ранній системі класифікації Кронквіста (1981, 1988) цей порядок не був присутній, а згадані родини були розділені між порядками розиди (Rosales), гамамелісові (Hamamelidales) і Haloragales. Однак виявилося, що вони є монофілетичною групою, мають загальну спорідненість з розидами і астеридами.